# Drag City
Drag City es una compañía discográfica independiente estadounidense con sede en Chicago, Illinois. Su primera producción fue el sencillo «Hero Zero» (DC1) de la banda Royal Trux en Chicago en 1990, a cargo de Dan Koretzky y Dan Osborn. Está especializada en indie rock, rock experimental, rock psicodélico, folk rock, y country alternativo.

## Historia
El sello lanzó la versión estadounidense de Tilt, el álbum del artista británico Scott Walker, en 1997, tras haber tanteado al artista ofreciéndole editar el disco en EE. UU. Walker describió esta acción como "un experimento". Varios miembros de Drag City han tocado en diversos grupos; el jefe de prensa Gen Booth ha tocado los teclados y la guitarra en la banda USA, y, el propio Booth, junto al jefe de ventas Rian Murphy y el fundador Dan Koretzky han tocado en Mantis. Booth, además, fue miembro de Chestnut Station.
En los últimos años han expandido su catálogo para incluir géneros como la comedia alternativa, con producciones recientes de Fred Armisen, Neil Hamburguer y Andy Kaufman entre otros, así como reediciones, destacando las de Gary Higgins y Death. En 1997 Drag City entró en el mundo editorial publicando la revista literaria The Minus Times y la novela Victory Chimp del componente de Royal Trux y escritor Neil Hagerty. El sello distribuyó en 2013 el documental The Source Family. Tras años de negativa a que la música de sus artistas fuera accesible vía streaming, en julio de 2017 el sello llegó a un acuerdo con Apple Music para hacer posible el acceso en línea a los grupos de su catálogo a través de esta plataforma.

## Listado de artistas (no exhaustivo)
- AZITA
- Bachelorette
- Baby Dee
- William Basinski
- Richard Bishop
- Blues Control
- Bill Callahan
- Cave
- Ben Chasny
- Cynthia Dall
- Chris Darrow
- Circuit des Yeux
- Dope Body
- Espers
- Faun Fables
- Flying Saucer Attack
- Mark Fosson
- Edith Frost
- The Fucking Champs
- Loose Fur
- Ghost (banda de 1984)
- David Grubbs
- Neil Michael Hagerty
- Jennifer Herrema
- The Howling Hex
- Liimanarina
- Magik Markers
- Monotonix
- Movietone
- Joanna Newsom
- Scout Niblett
- Nig-Heist
- Will Oldham (Bonnie 'Prince' Billy, Palace Music, etc.)
- Jim O'Rourke
- The High Llamas
- Papa M
- Pavement[1]
- Pearls and Brass
- Jessica Pratt
- Purple Mountains
- The Red Krayola
- The Renderers
- Alasdair Roberts
- Royal Trux
- RTX
- Lætitia Sadier
- Ty Segall
- Sic Alps
- Silver Jews
- Six Organs of Admittance
- Stereolab
- Sun Araw
- U.S. Maple
- Wand
- Weird War
- White Magic
- Michael Yonkers